# Halowe Mistrzostwa Europy w Lekkoatletyce 1984 – skok wzwyż kobiet
Skok wzwyż kobiet – jedna z konkurencji technicznych rozgrywanych podczas halowych lekkoatletycznych mistrzostw Europy w  hali Scandinavium w Göteborgu. Rozegrano od razu finał 4 marca 1984. Zwyciężyła reprezentantka Republiki Federalnej Niemiec Ulrike Meyfarth, która była już mistrzynią w tej konkurencji w  1982. Tytułu zdobytego na poprzednich mistrzostwach nie broniła Tamara Bykowa ze Związku Radzieckiego.

## Rezultaty
Rozegrano od razu finał, w którym wzięło udział 11 skoczkiń.

Opracowano na podstawie materiału źródłowego.
| Poz. | Zawodniczka        | Reprezentacja  | 1,75 | 1,80 | 1,85 | 1,89 | 1,92 | 1,95 | 1,97 | Wynik | Uwagi |
| ---- | ------------------ | -------------- | ---- | ---- | ---- | ---- | ---- | ---- | ---- | ----- | ----- |
| 01 ! | Ulrike Meyfarth    | RFN            |      | o    | o    | o    | xo   | o    | xxx  | 1,95  |       |
| 02 ! | Maryse Éwanjé-Épée | Francja        |      | xo   | –    | xo   | xo   | o    | xxx  | 1,95  |       |
| 03 ! | Danuta Bułkowska   | Polska         |      | o    | o    | o    | o    | xo   | xxx  | 1,95  | NR    |
| 4.   | Christine Soetewey | Belgia         |      |      |      |      |      |      |      | 1,92  |       |
| 5.   | Tamara Malešev     | Jugosławia     |      |      |      |      |      |      |      | 1,92  | NR    |
| 6.   | Brigitte Holzapfel | RFN            |      |      |      |      |      |      |      | 1,92  |       |
| 7.   | Jolanta Komsa      | Polska         |      |      |      |      |      |      |      | 1,92  |       |
| 8.   | Marina Doronina    | ZSRR           |      |      |      |      |      |      |      | 1,85  |       |
| 9.   | Ivana Jobbová      | Czechosłowacja |      |      |      |      |      |      |      | 1,80  |       |
| 10.  | Andrea Breder      | RFN            |      |      |      |      |      |      |      | 1,80  |       |
| 11.  | Stefka Kostadinowa | Bułgaria       |      |      |      |      |      |      |      | 1,75  |       |